# Caboclinho-de-barriga-vermelha
O Caboclinho-de-barriga-vermelha (nome científico: Sporophila hypoxantha) é uma espécie de ave da família Thraupidae. É encontrada no Brasil, Argentina, Bolívia, Paraguai e Uruguai.

## Descrição
Possui cerca de dez centímetros e o bico fino. O macho possui as penas da parte superior cinza-azuladas e a fêmea possui esta parte parda.

## Habitat e ecologia
A espécie é encontrada em campos abertos e limpos, próximos a áreas úmidas. Sua visualização no Brasil é rara devido a perda de habitat. Se alimenta de grãos.

## Reprodução
Se reproduz entre novembro e março. Os machos são territorialistas e esperam a fêmea para realizar o cortejo. O ninho é construído pela fêmea em locais planos cercados por arbustos, onde põe de dois a três ovos.